# Dług gruntowy (prawo niemieckie)
Dług gruntowy (niem. Grundschuld, §§ 1191 – 1203 BGB) – ograniczone prawo rzeczowe, którego treścią jest możliwość żądania zapłaty oznaczonej sumy pieniężnej z nieruchomości lub prawa z jej własnością zrównanego (odrębnej własności lokali, prawa zabudowy).

## Ogólnie
Dług gruntowy podlega ujawnieniu w dziale III księgi gruntowej. W przeciwieństwie do hipoteki wyróżniającej się akcesoryjnością, długi gruntowe cechuje abstrakcyjność, która polega na możliwości przeniesienia samego długu gruntowego bez wierzytelności i braku jego związku z określonym roszczeniem. Z tego względu dług gruntowy może służyć jako zabezpieczenie wielu wierzytelności, także przyszłych, tzn. nieistniejących w dacie jego ustanowienia. Oprócz właściwej sumy dłużnej ujawnieniu w księdze gruntowej podlegają także odsetki dłużne (Grundschuldzinsen) oraz ewentualne świadczenia uboczne.
Ustanowieniu długu gruntowego najczęściej towarzyszy zgoda właściciela na poddanie się egzekucji z nieruchomości. Podobnie jak w prawie polskim, akt notarialny zawierający oświadczenie właściciela stanowi tytuł egzekucyjny pozwalający na skierowanie egzekucji do nieruchomości bez potrzeby uzyskiwania wyroku sądowego. Oświadczenie to podlega ujawnieniu w księdze gruntowej i wiąże każdoczesnego nabywcę obciążonej nieruchomości (§ 794 ust. 1 pkt 5 i § 800 ZPO).
Ponadto, przy ustanawianiu długu gruntowego na rzecz banku, regułą jest składanie w formie aktu notarialnego przez właściciela nieruchomości oświadczenia o poddaniu się egzekucji z całego majątku do wysokości sumy dłużnej i świadczeń dodatkowych. Oświadczenie właściciela stanowi abstrakcyjne uznanie długu (Schuldanerkentnis) i nie jest powiązane prawnie z losami długu gruntowego. W razie przeniesienia długu gruntowego nie rodzi żadnych uprawnień po stronie nabywcy. Nie wiąże również nowego właściciela w razie zbycia nieruchomości obciążonej.
Mimo braku ustawowego powiązania długu gruntowego jako prawa rzeczowego, z wierzytelnością jako roszczeniem ze stosunku zobowiązaniowego, długi gruntowe ustanawiane są w praktyce na zabezpieczenie wierzytelności z tytułu pożyczki lub kredytu. Z mocy umowy powstaje wówczas zależność pomiędzy długiem gruntowym a wierzytelnością w postaci określenia celu obciążenia nieruchomości długiem gruntowym. Po spłacie całej zabezpieczonej wierzytelności, dłużnik może domagać się zwrotnego przeniesienia na niego długu gruntowego, zrzeczenia się długu gruntowego albo zgody na jego wykreślenie. W praktyce instytucji kredytowych roszczenie dłużnika ogranicza się do tego ostatniego uprawnienia.
Wyróżnia się dwa rodzaje długu gruntowego. Dług księgowy ujawniony jest wyłącznie w księdze gruntowej. Jego przeciwieństwem jest dług listowy, dla którego urząd hipoteczny wystawia list dłużny gruntowy mający postać specjalnego druku.
List dłużny jest papierem wartościowym, który w obrocie prawnym inkorporuje dług gruntowy. Podczas gdy zbycie długu księgowego wymaga dla swej skuteczności wpisu w księdze gruntowej, dla przeniesienia długu listowego wystarcza zawarcie umowy przelewu i wydanie listu dłużnego. Zmiana wierzyciela długu listowego nie podlega ujawnieniu w księdze gruntowej.

## Szczególne postaci długu gruntowego

### Dług gruntowy łączny (Gesamtgrundschuld)
O długu łącznym mówi się, gdy ten sam dług gruntowy obciąża więcej nieruchomości należących do jednej lub więcej osób. Okoliczność łącznego obciążenia podlega ujawnieniu w księdze gruntowej każdej nieruchomości.
Podobnie jak w przypadku solidarności dłużników, każdy właściciel rzeczy obciążonej odpowiada z nieruchomości za spłatę całości sumy dłużnej. Do wierzyciela należy wybór, czy będzie poszukiwał zaspokojenia od jednego, kilku, lub wszystkich właścicieli. Zapłata sumy dłużnej przez jednego z nich zwalnia wszystkich i prowadzi w zasadzie do wygaśnięcia długu gruntowego ciążącego na wszystkich nieruchomościach. Płacący właściciel nabywa jednak roszczenie regresowe w stosunku do pozostałych, a dodatkowo przechodzą na niego długi gruntowe obciążające ich nieruchomości aż do wysokości przysługującego mu roszczenia.
Dług łączny jest przydatny w sytuacji, gdy kilka nieruchomości tworzy jedną całość gospodarczą, służącą np. do prowadzenia zakładu przemysłowego lub gospodarstwa rolnego. Wierzyciel może wszcząć jednocześnie egzekucję do wszystkich nieruchomości i w drodze licytacji wspólnej doprowadzić do nabycia wszystkich obciążonych działek przez jedną osobę, tak by możliwe było dalsze prowadzenia działalności przez nabywcę zlicytowanych działek. Równocześnie, dzięki licytacji zbiorczej, wierzyciel może liczyć na uzyskanie ceny wyższej, niż w przypadku oddzielnej sprzedaży poszczególnych nieruchomości.
Dług łączny powstaje również w przypadku wyodrębniania własności lokali albo pomieszczeń przynależnych w nieruchomości obciążonej. W takim przypadku dotychczasowa księga gruntowa z wpisanym długiem gruntowym podlega zamknięciu, zaś sam dług gruntowy zostaje wpisany do ksiąg gruntowych poszczególnych wyodrębnionych lokali lub pomieszczeń przynależnych.

### Dług gruntowy właściciela (Eigentümergrundschuld)
Dług właściciela to dług gruntowy, który zapisany jest w księdze gruntowej na właściciela nieruchomości. Konstrukcja taka jest dopuszczalna z uwagi na to, że długowi gruntowemu nie musi odpowiadać roszczenie obligacyjne, odmiennie niż w przypadku hipoteki.
Dług właściciela może służyć zapewnieniu pierwszeństwa hipotecznego dla zabezpieczenia przyszłego kredytu. Poza tym, w przypadku długu listowego, właściciel ma do dyspozycji łatwą możliwość zabezpieczenia swojego długu. Dług właściciela może powstać także wskutek darowizny lub spadkobrania kredytodawcy po osobie kredytowanego właściciela.
Dług właściciela powstaje z mocy prawa w razie wygaśnięcia całości lub części wierzytelności zabezpieczonej hipoteką np. wskutek umorzenia kredytu. Część hipoteki przekształca się w automatycznie w dług właściciela do wysokości wygasłego roszczenia. Z reguły okoliczność ta nie zostaje ujawniona w księdze gruntowej w postaci odpowiednich wpisów.
Osoba trzecia, której przysługują prawa zastawnicze do nieruchomości podobne do długu gruntowego, może żądać zrzeczenia się długu właściciela (§ 1179a BGB) przez właściciela nieruchomości. Celem takiej regulacji jest opróżnienie miejsca po długu gruntowym i zapewnienie pozostałym prawom zastawniczym wyższego pierwszeństwa hipotecznego. Roszczenie o zrzeczenie się długu właściciela może być wyłączone w drodze umowy, która dla swej skuteczności wymaga wpisu do księgi gruntowej.

### Dług rentowy (Rentenschuld)
Treścią długu rentowego (§§ 1199 – 1203 BGB) jest obciążenie nieruchomości obowiązkiem zapłaty okresowej renty pieniężnej. Dłużnikowi (właścicielowi nieruchomości) przysługuje, po wypowiedzeniu, prawo zamiany długu w zapłatę jednorazowego wynagrodzenia w wysokości określonej w księdze wieczystej w czasie ustanawiania długu rentowego.
Wierzyciel może żądać zapłaty jednorazowego wynagrodzenia tylko w przypadku obniżenia wartości nieruchomości w stopniu zagrażającym bezpieczeństwu długu gruntowego. Musi jednak wezwać właściciela nieruchomości do podjęcia działań w celu usunięcia zagrożenia poprzez ulepszenie nieruchomości lub ustanowienie dodatkowego zabezpieczenia.
Jeżeli wierzyciel nie jest zainteresowany w skorzystaniu przez dłużnika z prawa zwolnienia się z obowiązku świadczenia renty za jednorazowym wynagrodzeniem, może doprowadzić w porozumieniu z dłużnikiem do zabezpieczenia spłaty renty w postaci ustanowienia ciężaru realnego.

### Dług gruntowy zabezpieczający (Sicherungsgrundschuld)
Dług zabezpieczający zabezpiecza w ramach stosownej umowy, wierzytelność wierzyciela długu gruntowego (przyjemcy zabezpieczenia) skierowaną przeciwko właścicielowi lub osobie trzeciej.
Dług zabezpieczający nie ma własnej regulacji ustawowej, stanowi inną instytucję niż hipoteka zabezpieczająca w rozumieniu § 1184 BGB, ponieważ nie jest akcesoryjny w stosunku do roszczenia osobistego. Co do zasady roszczenia osobiste (zwykle z tytułu pożyczki) i dług zabezpieczający służą innym celom. Ich wzajemne powiązanie ustanawia trzecia, odrębna instytucja prawna w postaci umowy o zabezpieczenie. Jeżeli dłużnikiem osobistym jest kto inny niż właściciel nieruchomości ustanawiający zabezpieczenie, wówczas powstaje czwarty, dodatkowy umowny stosunek prawny pomiędzy dłużnikiem osobistym a dającym zabezpieczenie. W ramach tej samej sytuacji prawnej występują:
- zabezpieczane roszczenie
- umowa o ustanowienie zabezpieczenia
- dług gruntowy
- stosunek pomiędzy dłużnikiem osobistym a dającym zabezpieczenie w przypadku, gdy są to różne osoby

### Dług gruntowy globalny (Globalgrundschuld)
Dług globalny (także globalne obciążenie – Globalbelastung) jest prawem zastawniczym, które rozciąga się na kilka nieruchomości, podobnie jak dług łączny. Odpowiedzialność z każdej nieruchomości obejmuje całą sumę dłużną. Wierzyciel (najczęściej pożyczkobiorca) może żądać zaspokojenia roszczenia wedle własnego wyboru z jednej, kilku lub wszystkich nieruchomości.
Dług globalny wykorzystywany jest przy finansowaniu inwestycji budowlanych. W przypadku wznoszenia przez przedsiębiorcę budowlanego budynku wielorodzinnego, bank finansujący uzyskuje zabezpieczenie, które obciąża całą nieruchomość. Sprzedaż poszczególnych mieszkań przed ich wybudowaniem pociąga za sobą obowiązek kupującego zapłaty części ceny. Z mocy ustawy inwestor uprawniony jest do przyjęcia zapłaty od kupującego tylko wtedy, gdy dysponuje oświadczeniem banku o zwolnieniu zakupionego mieszkania spod długu gruntowego po uiszczenia całej ceny.
Na wypadek nieukończenia budowy, bank zobowiązuje się albo do przyznania bankowi kredytującemu nabywcę mieszkania ekspektatywy odrębnej własności lokalu wraz z prawem zastawniczym, albo do zwrotu wpłaconych rat odpowiadających proporcjonalnie wartości już wzniesionego budynku.

## Rezerwacja długu gruntowego (Grundschuldbestellung)
Rezerwacją długu gruntowego jest udzielenie przez właściciela nieruchomości zgody na obciążenie jej długiem gruntowym wraz z wnioskiem o wpis prawa do księgi gruntowej. Porozumienie właściciela z wierzycielem nie wymaga formy szczególnej, jednak dla dokonania wpisu konieczne jest przedłożenie urzędowi hipotecznemu oświadczenia właściciela w formie aktu notarialnego lub z podpisem notarialnie poświadczonym.

## Abstrakcyjność długu gruntowego
Różnica między hipoteką a długiem gruntowym polega na abstrakcyjności tego ostatniego. Suma dłużna ujawniona w księdze wieczystej nie przesądza o istnieniu i wysokości zabezpieczanego roszczenia. Jeden i ten sam dług gruntowy mogą być służyć zabezpieczeniu wielu roszczeń osobistych, także gdy ich łączna suma jest niższa niż suma ujawniona w księdze. Jedynym ograniczeniem jest, by przysługiwały one wierzycielowi ujawnionemu w księdze wieczystej. Kolejnym aspektem abstrakcyjności jest konstrukcja długu gruntowego właściciela. Z chwilą spłaty wierzytelności, dłużnik nabywa dług gruntowy na własnej nieruchomości w przeciwieństwie do hipoteki, która w takiej sytuacji zawsze wygasa. Wciąż istniejący dług gruntowy może zabezpieczać kolejne roszczenia, być przedmiotem przelewu lub zrzeczenia się.
Dług gruntowy jest najczęściej stosowanym prawem zastawniczym na nieruchomościach. Z uwagi na swoją przyjazność dla obrotu wyparł zupełnie hipotekę, która znajduje praktyczne zastosowanie jedynie przy zabezpieczaniu niektórych wierzytelności publicznych.
W prawie szwajcarskich, instytucją porównywalną do długu gruntowego jest list dłużny (art. 842 ZGB).